# MÁV-Baureihe 327
Die MÁV-Baureihe 327 war eine Schnellzug-Schlepptenderlokomotivreihe der Ungarischen Staatsbahn (MÁV) für den Schnellzugdienst auf Strecken mit einem zulässigen Achsdruck von 14 t.

## Geschichte

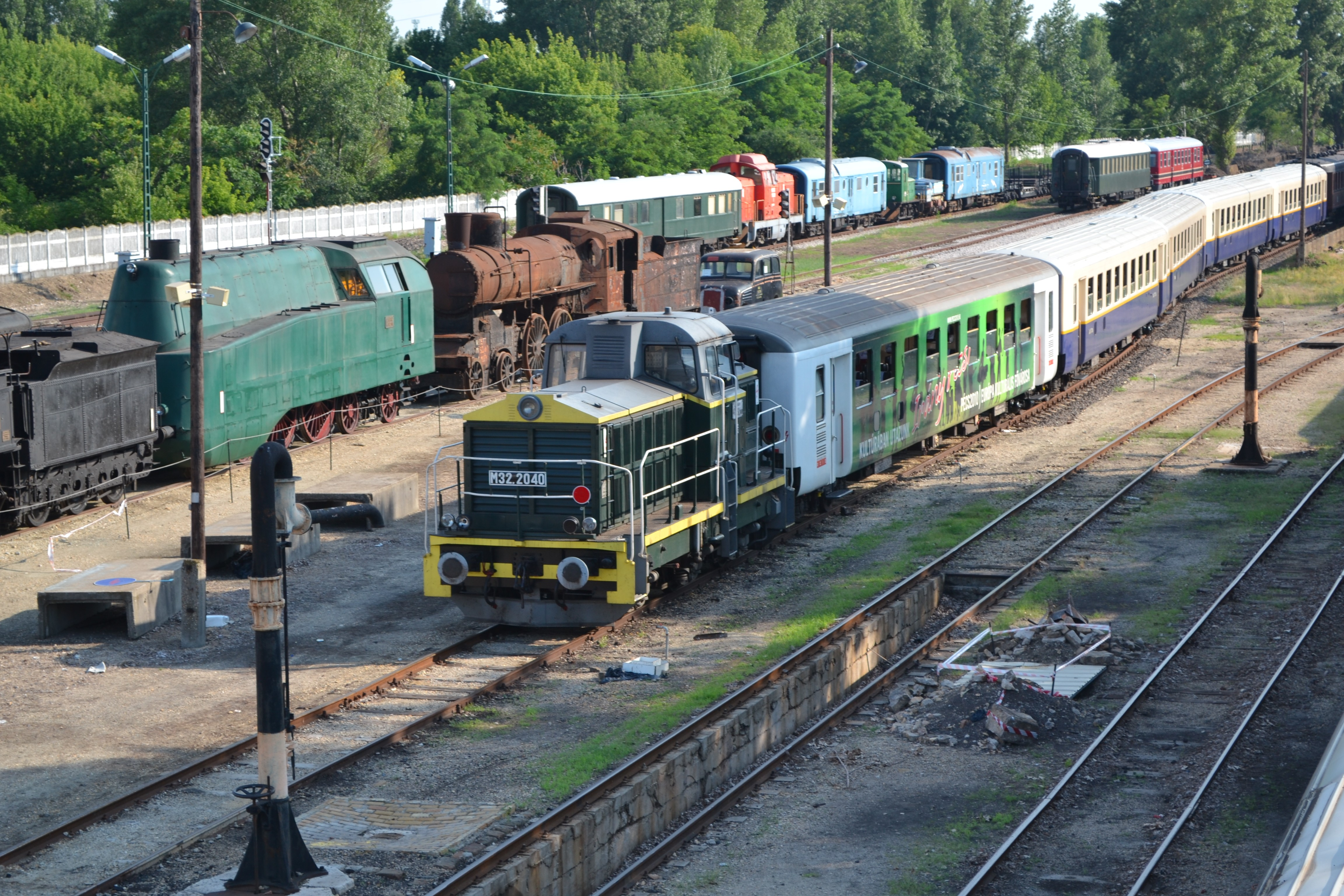
Eisenbahnmuseum Budapest 2013, im Hintergrund steht die verrostete 327,141

Um 1911 wurden für den Schnellzugverkehr auf den Strecken der Ungarischen Staatsbahn MÁV die Schnellzuglokomotive der MÁV-Baureihe 301 beschafft. Für den Schnellzugverkehr auf den weniger tragfähigen Strecken standen nur die zweifach gekuppelten Maschinen der Reihe 220 zur Verfügung, die den steigenden Zuglasten nicht mehr gewachsen waren.
Die eleganten ungarischen Schnellzuglokomotiven der MÁV-Baureihe 327 mit der konischen Rauchkammertür, dem windschnittigen Führerhaus und der kurzen Treibstange wurden von 1912 bis 1914 in der MÁVAG, Budapest in insgesamt 140 Exemplaren gebaut. Zunächst wurden zwei Lokomotiven als Zwillingsmaschinen, zwei Lokomotiven zu Vergleichszwecken als Zweizylinder-Verbundmaschinen gebaut. Da letztere im Vergleich zu den Zwillingsmaschinen ungünstigere Eigenschaften hatten, wurde die Serie als Zwillingsmaschinen beschafft.
Die Lokomotiven konnten auf ebener Strecke 210 t mit 100 km/h und 480 t mit 70 km/h befördern. Während der Zeit des Ersten Weltkrieges entsprachen die Lokomotiven den gestiegenen Anforderungen des Betriebes. Ihr Hauptnachteil war jedoch die kurze Treibstange, die Rahmenrisse hinter dem Zylinderblock verursachte. Diese mussten mit Verstärkungen ausgebessert werden.
Durch den Einsatz der MÁV-Baureihe 328 und vor allem der MÁV-Baureihe 424, die die Nachteile der kurzen Treibstange vermieden, wurden die Maschinen dann in untergeordnete Dienste verdrängt. Teilweise wurden sie sogar auf ebenen Strecken im Güterzugdienst eingesetzt. Sie wurden um 1965 ausgemustert. Eine Lokomotive (327,141) fand Verwendung als Heizlokomotive und hat (ohne ihre Zylinder) überlebt. Sie wurde im Eisenbahnmuseum Budapest hinterstellt und 2016 (nicht betriebsfähig) restauriert und mit Neulack versehen.

## Die Reihe 327 in der Tschechoslowakei
22 Lokomotiven der MÁV-Reihe 327 verblieben nach 1918 durch Gebietsabtretungen in der neu gegründeten Tschechoslowakei. Die ČSD gaben den Lokomotiven ab 1924 die neue Reihenbezeichnung 374.0 und reihte sie als 374.001–022 ein. Im Streckennetz der ČSD waren die Lokomotiven nur auf slowakischem Gebiet zu sehen. Einige Lokomotiven wurden an die MÁV zurückgegeben, einige wurden ausgemustert. Die Daten der Ausmusterung sind nicht bekannt.

## Die Reihe 327 in Jugoslawien
32 Lokomotiven verblieben nach 1918 bei der Železnice Kraljevine Srba, Hrvata i Slovenaca (SHS), der Staatsbahn im Königreich der Serben, Kroaten und Slowenen. Dort behielten sie ihre Baureihe und ihre Ordnungsnummern.
Die 1929 gegründete Jugoslawische Staatsbahn Jugoslovenske državne železnice (JDŽ) zeichnete diese 1933 in 02-001 bis 02-032 um. 1941 verblieben 24 Lokomotiven bei der Kroatischen Staatsbahn Hrvatske državne železnice (HDŽ), die die Lokomotiven nicht umzeichnete. Die übrigen Lokomotiven gelangten entweder über die Deutsche Reichsbahn (DR) oder direkt zurück zur MÁV. Die Lokomotiven der HDŽ gelangten, teilweise über Deutschland und Österreich, zurück nach Ungarn. Die nach dem Zweiten Weltkrieg 1945 wiedergegründete JDŽ übernahm von der HDŽ keine einzige Lokomotive der ehemaligen MÁV-Reihe 327 (JDŽ-Reihe 02).